# Trident, West Yorkshire
Trident är en civil parish i Bradford i Storbritannien. Den ligger i grevskapet West Yorkshire och riksdelen England, i den centrala delen av landet, 270 km norr om huvudstaden London.